# Joshua Slack
Pour les articles homonymes, voir Slack.
Joshua Slack, né le 16 décembre 1976 à Brisbane, est un joueur australien de beach-volley. 
Il est médaillé de bronze aux Championnats du monde de beach-volley en 2007 avec Andrew Schacht.